# Метод Леска
Алгоритм Леска — классический алгоритм разрешения лексической многозначности, основанный на знаниях, предложенный Майклом Леском в 1986 году.

## Описание
Майкл Леск попытался самостоятельно решить задачу сопоставления слова и его смысла в английском языке с помощью машиночитаемых словарей. Идея метода заключалась в поиске значения слова в списке словарных определений с учетом контекста, где это слово использовано. Основным критерием для выбора значения послужило следующее правило: заложенный в этом определении смысл должен был частично совпадать со смыслом значений соседних слов в контексте.

### Принцип работы алгоритма

Наглядное представление работы алгоритма Леска

1. Отделение контекста для рассматриваемого слова — не более 10 ближайших по расположению слов.
2. Поиск всех определений в словаре (любом другом подобном источнике знаний) для рассматриваемого слова.
3. Поиск слов из контекста в каждом найденном определении. Если какое-либо слово из контекста присутствует в определении, тогда этому определению дается балл (повышается процент верности определения для данного контекста).
4. В качестве наиболее вероятного значения выбирается то, для которого такое пересечение оказалось больше.

### Пример работы алгоритма
В качестве примера можно рассмотреть задачу — определить значение слова «кошка» в тексте «в Китае выведены новые породы кошек».
Предположим, что словарь выдаст два определения для слова «кошка»:
1. «кошка»1 — домашнее животное из породы кошачьих;
2. «кошка»2 — предмет альпинистского снаряжения.

Алгоритм покажет, что с определением (1) у этого текста одно общее слово — «породы», а с определением (2) ни одного. Следовательно, алгоритм Леска выберет значение «кошка»1.